# Hacınebi

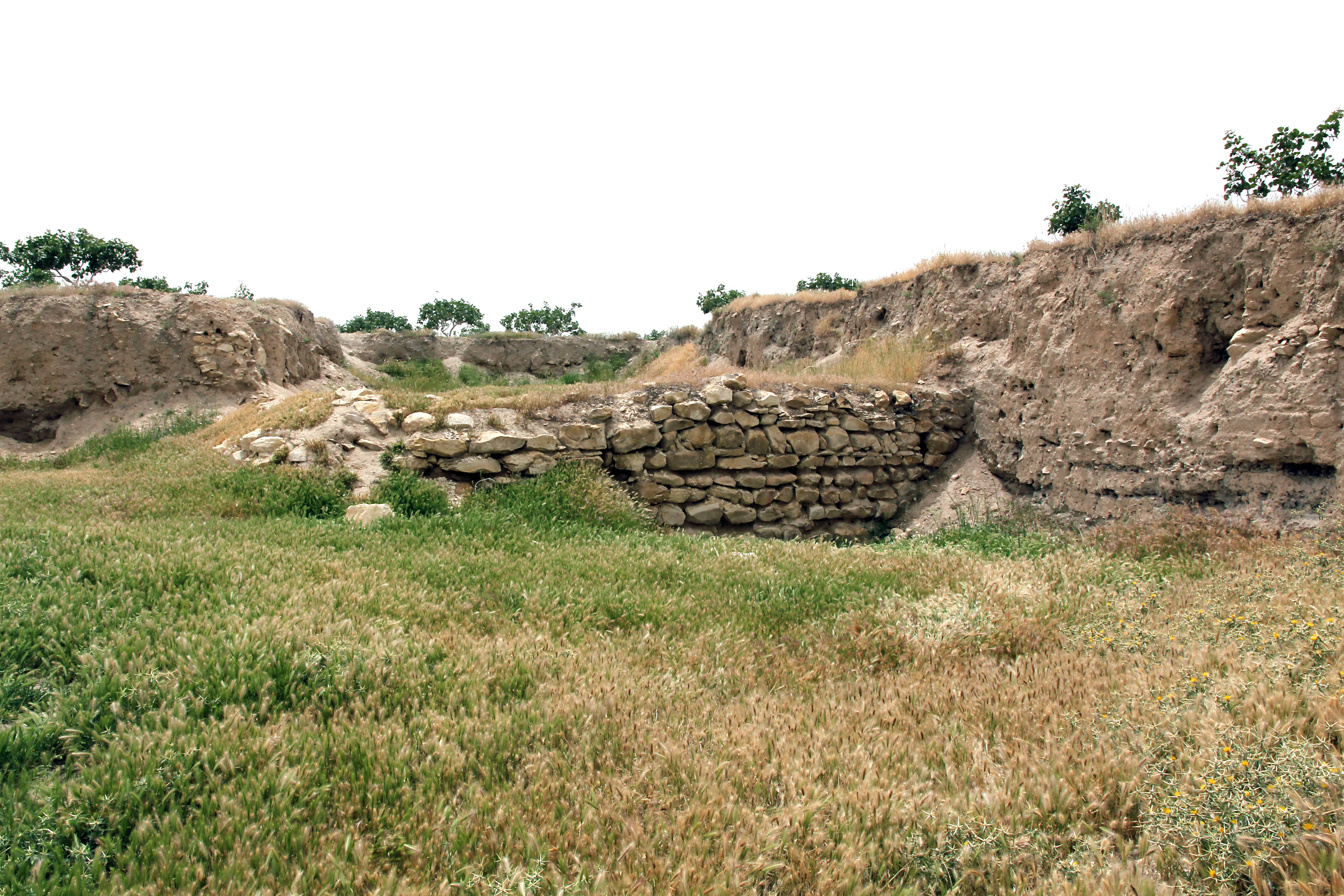
Grabungsschnitt in Hacınebi

Hacınebi ist eine kupferzeitliche Siedlung am oberen Euphrat, in der Provinz Şanlıurfa/Türkei, zwischen Birecik und Zeugma. Der niedrige Hügel hat 3,3 ha Fläche und besteht aus ca. 9 m mächtigen Siedlungsschichten.

## Forschungsgeschichte
Der Hügel wurde durch G. Algaze entdeckt. Er wird seit 1992 von dem Museum  von Şanlıurfa und der Northwestern University unter Leitung von Adnan Misir ausgegraben.

## Geschichte
In der Siedlungsphase A (Amq F/G) bestand noch kein Kontakt zu Mesopotamien, während in der Phase B ein deutlicher Uruk-Einfluss (mittlere Uruk-Kultur) wahrzunehmen ist. Es wurden Uruk-Siegel, Tonbullen und Keramik gefunden, und auch die Architektur zeigt mesopotamischen Einfluss (Mittelsaalhaus, Tonstiftmosaike). Daneben gab es auch eine einheimische glyptische Tradition. Bitumen wurde in Blöcken importiert und verwendet, um Keramik wasserdicht zu machen.
Die Siedlung der Phase A war von einer Mauer umgeben. Grünstein (Chlorit)-artefakte belegen den Fernhandel mit dem persischen Hochland. Aus Phase A stammen ferner Siedlungsbestattungen von Kindern in Krügen und Kochtöpfen. Grabbeigaben fehlen.
Spätere Schichten sind achämenidisch und römisch. Die Siedlung gehörte zur Provinz Mesopotamien und in römischer Zeit zum Königreich Kommagene.

## Handelskolonien
Andere sogenannte Handelskolonien waren zu dieser Zeit Samsat in der Türkei, Habuba Kabira Süd, Qayra und Dschebel Aruda in Syrien, Godin Tepe im Iran und Tell Brak.